# اینگلساید (ایلینوی)
اینگلساید (به انگلیسی: Ingleside) یک منطقهٔ مسکونی در ایالات متحده آمریکا است که در ایلینوی واقع شده‌است. اینگلساید ۹٬۲۸۶ نفر جمعیت دارد.